# Tonnenstrich

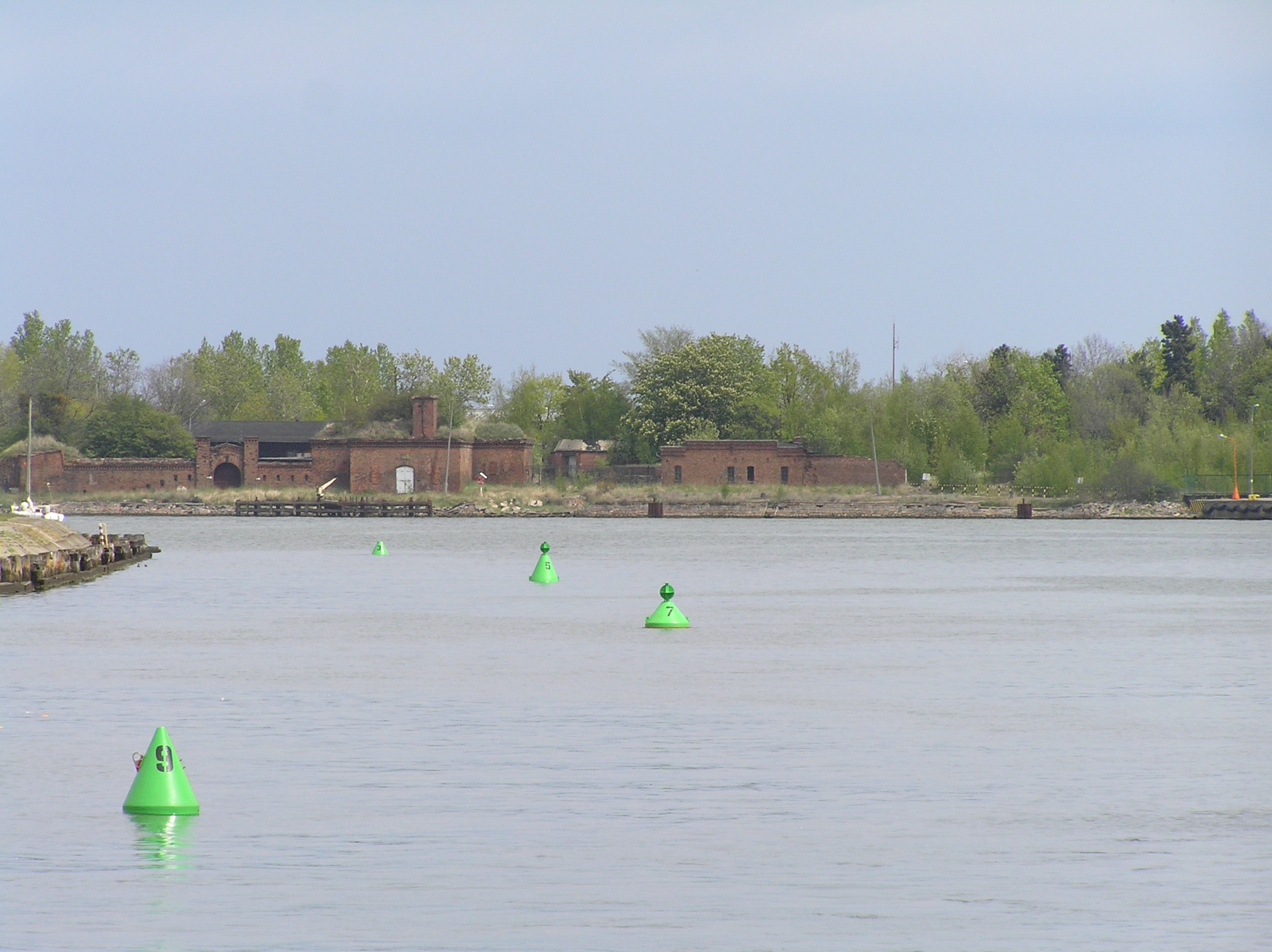
Steuerbord-Tonnenstrich bei Gdańsk, Blick seewärts

Ein Tonnenstrich ist eine Reihe von das Fahrwasser kennzeichnenden Tonnen. Zum Beispiel (von See kommend) die Roten an der Backbord- oder die Grünen an der Steuerbord-Seite des Fahrwassers (IALA-Region B umgekehrt).
Der Tonnenstrich ist die gedachte Verbindungslinie dieser aufgereihten, schwimmenden Seezeichen. Ein Überfahren des Tonnenstrichs kann je nach Tiefgang des Schiffes gefährlich sein, da damit das Fahrwasser verlassen würde und Flachwasserbereiche erreicht werden können. Ein außerhalb des Fahrwassers befindliches Wasserfahrzeug befindet sich hier außerhalb des Tonnenstrichs.
Auch für das Vorfahrtsrecht ist das Fahren innerhalb des Tonnenstrichs von Bedeutung, da diese Fahrzeuge auf Seeschifffahrtsstraßen grundsätzlich Vorrang haben, soweit sie dem Fahrwasserverlauf folgen. Diese Regelung gilt nicht auf Binnenschifffahrtsstraßen.